# Steve Zack
Stephen Zack, detto Steve (New Cumberland, 10 dicembre 1992), è un cestista statunitense.

## Palmarès
- Campionato bulgaro: 1

Akademik Sofia: 2017
- Campionato lettone: 1

VEF Rīga: 2018-2019
- Campionato israeliano: 1

Hapoel Holon: 2021-2022